# Jakub Karczewski
Jakub Karczewski herbu Jasieńczyk – poseł ziemi czerskiej na sejm koronacyjny 1576 roku.